# Trustcenter
Ein Trustcenter oder Trust Center (englisch für ‚Vertrauenszentrum‘ oder ‚Treuhandzentrum‘) ist eine zentrale, vertrauenswürdige Instanz in einer IT-Sicherheitsinfrastruktur. Der Begriff wird in der deutschsprachigen Literatur weitgehend synonym zu Trusted Third Party verwendet. In einer Public-Key-Infrastruktur entspricht ein Trustcenter einer Zertifizierungsstelle. Bei symmetrischen Kryptosystemen entspricht ein Trustcenter einem Key Distribution Center.

## Aufgaben
Die Aufgaben eines Trustcenters umfassen Schlüsselmanagement, Beglaubigungsleistungen und Serverfunktionen wie öffentliche Verzeichnisse. Ein Trustcenter bescheinigt beispielsweise die Identität von Kommunikationsteilnehmern und stellt digitale Zertifikate aus. Ein anderes Beispiel ist die Schlüsselerzeugung und -verteilung.

## Zigbee
In der Sicherheitsarchitektur des Zigbee-Kommunikationsprotokolls ist eine als Trustcenter benannte Komponente für die Schlüsselverteilung zuständig.